# ハロウィン
ハロウィン、あるいはハロウィーン（英: Halloween または Hallowe'en、愛: Oíche Shamhna）は、
毎年10月31日に行われる祭りである。
カボチャやカブをくりぬいて作る「ジャック・オー・ランタン」（Jack o'lantern）を飾ったり、子どもたちが魔女やお化けに仮装して近くの家々を訪れてお菓子をもらったりする風習などがある。
子供達が仮装してお菓子をねだるというスタイルはアメリカで始まり、世界各地で真似されるようになった。
名前の由来はカトリック教会の万聖節の前夜祭（All Hallow's evening→Hallow's even→Hallowe'en）とされるが、万聖節自体はローマやフランク王国で7世紀～9世紀に始まり、17世紀には万霊節（11月2日）としてイングランドやウェールズ、アイルランドで、これと似たお祝いがあった。
現在、万聖節は祝われず、カトリックでもプロテスタントでも、キリスト教ではハロウィンは正式な祝祭ではない（後述）。

## 歴史
以下は、近世になってから、古代ケルトのドルイドの信仰というものをねつ造するにあたって、肉付けされたものである。その後、オカルト愛好者達の間で、儀式として実践されていた。

新年の始まりは冬の季節の始まりである11月1日のサウィン（サオィン[ˈsaʊ.ɪn]、またはサムハイン等、Samhain）祭であった。ちょうど短い日（1年で最も昼間が短い日）が新しい年の始まりを示していたように、日没は新しい日の始まりを意味していた。したがって、この収穫祭は毎年現在の暦で言えば10月31日の夜に始まった。アイルランドと英国のドルイド祭司たちは、かがり火を焚き、作物と動物の犠牲を捧げた。また、ドルイド祭司たちが火のまわりで踊るとともに、太陽の季節が過ぎ去り、暗闇の季節が始まった。11月1日の朝が来ると、ドルイド祭司は、各家庭にこの火から燃えさしを与えた。各家族は、この火を家に持ち帰り、かまどの火を新しくつけて家を暖め、悪い幽霊などが入らないようにする。1年のこの時期には、この世と霊界との間に目に見えない「門」が開き、この両方の世界の間で自由に行き来が可能となると信じられていたからである。祭典ではかがり火が大きな役割を演じた。村民たちは、屠殺した牛の骨を炎の上に投げ込んだ。かがり火が燃え上がると、村人たちは他のすべての火を消した。その後、各家族は厳粛にこの共通の炎から炉床に火をつけた。

サウィン祭が死者や祖先崇拝との関連を示す強い証拠はないが、当初5月13日であった万聖節（諸聖人の日）や万霊節を11月1日～2日に移動したことは、アイルランドや英国の影響とされる。
19世紀になりアイルランドおよび英国から大量に移民がアメリカへ到着し、万聖節が伝えられた。。ハロウィンは19世紀半ばまで英語圏の移民共同体の内でだけの行事として行われていたが、徐々にアメリカ社会で変容し、アメリカの年鑑に祝祭日として記録された。20世紀初頭には、社会的、人種的、宗教的背景に関係なく、アメリカのほとんどの人々に受け入れられ、東海岸から西海岸へ広まった。1950年代には「トリックかトリートか」（トリック・オア・トリート）の合言葉が製薬会社や映画会社、テレビ局などの仕掛けもあり普及した。そして、世界各国で軍事的・経済的に活動するアメリカ人が増えるのにともない、そうした場所で、アメリカで作られたハロウィンの風習も広がることになった。
カナダでは、製菓会社がハロウィン用の宣伝を1860年代から始め、1980年以降には現在のハロウィンと差異はなく、クリスマスの次に大きなイベントになっていった。

## ハロウィンの行事

### ジャック・オー・ランタン

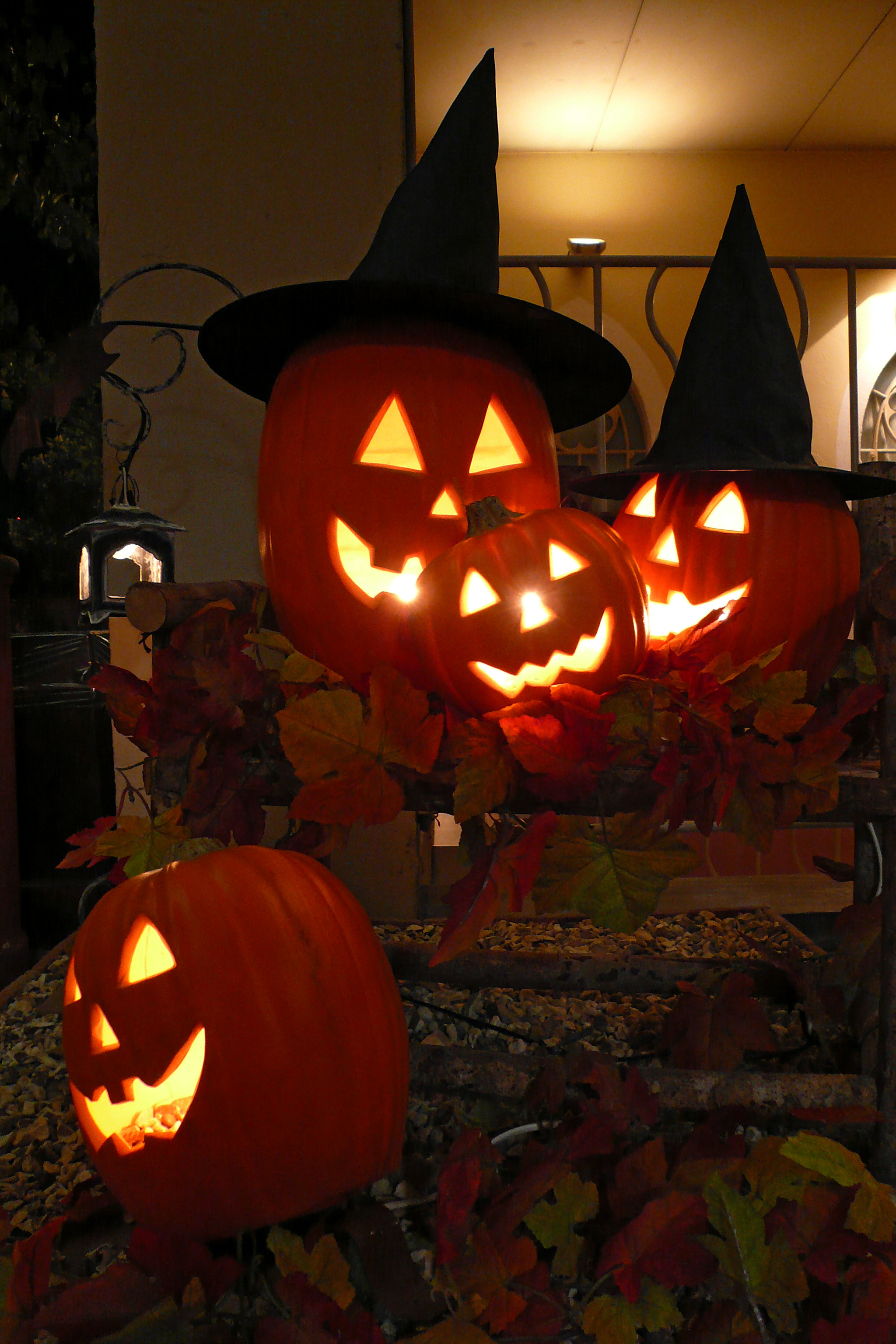
ジャック・オー・ランタン

ジャック・オー・ランタン、あるいは、ジャック・オ・ランタン（英: Jack-o'-Lantern）は、「お化けカボチャ」「カボチャちょうちん」とも言われる。オレンジ色のカボチャをくりぬき、ナイフで目・鼻・口をつけ、内側に火のついたろうそくを立て、ハロウィーンのシンボルとなっている。ハロウィンを祝う家庭では、カボチャを刻んで恐ろしげな顔や滑稽な顔を作り、悪い霊を怖がらせて追い払うため、ハロウィンの晩、家の戸口の上り段に置く。これは「ウィル・オー・ザ・ウィスプ」に由来するという説もある。その後、ワシントン・アーヴィングの短編小説「スリーピー・ホロウ」（1820年）において、首なし騎士が主人公イカボッド・クレーンに向けてカボチャを投げつける場面が描かれたことがきっかけで、ジャック・オー・ランタンを持った首なし騎士が描かれるようになり、最終的にカボチャのジャック・オー・ランタンがハロウィン及びハロウィーンのシンボルとなった。

### いたずらかごちそうか

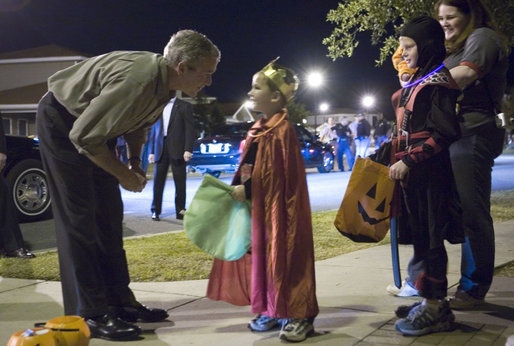
ハロウィンに基地を訪問した際に、「Trick or Treat」と言う子供にお菓子をあげるジョージ・W・ブッシュ。

11月2日の万霊節にイングランドにおいては17世紀から19世紀前半にいたるまで、
「魂よ、魂よ、霊魂のケーキを、どうぞやさしい奥様、霊魂のケーキを1つ」
などと歌いながら仮面をつけた子供たちや、大人たちが裕福な家々を巡り歩いてソウルケーキや食糧を得る習わしがあり、特にウェールズと境を接するイングランド諸州に流布していた。
これは古い英語でwassailingと呼ばれるクリスマスの時期の酒宴の習慣に似ている。

現代では、英語圏の子供たちが「Trick or Treat」（トリック・オア・トリート）という言葉を唱えながら家々を訪ね、菓子を集めて回る習慣となった。
ティーンエイジャーになると、お菓子を集めるよりもむしろ庭木の枝にトイレットペーパーをかけたり家や車に鶏卵を投げつけるといったいたずらをすることがある。それを防止する方法もいろいろ考えられている。

### 仮装
ハロウィンで仮装されるものには、アメリカでは基本的には「恐ろしい」と思われているものが選ばれる傾向があり、たとえば幽霊・魔女・コウモリ・悪魔・黒猫・ゴブリン・バンシー・ゾンビなどの民間で伝承されるものや、吸血鬼や狼男・フランケンシュタインのような欧米の怪談や恐怖小説に登場する怪物が含まれる。20世紀後半のアメリカでは、お姫様や海賊といった類型的なキャラクターや、スパイダーマンやバットマンなど漫画・映画のキャラクターの仮装も行われるようになった。

#### ニューヨーク・ヴィレッジ・ハロウィン・パレード
ニューヨーク・ヴィレッジ・ハロウィン・パレード（New York's Village Halloween Parade）は、毎年ハロウィンの日にニューヨークで行われる世界最大規模のハロウィンの仮装パレードである。1974年に始まったイベントは、夜7時にグリニッジ・ヴィレッジ付近をスタートし、6番街を中心とした決められた経路を1マイル以上にわたって練り歩く。
仮装をした者であれば誰でも参加することができ、毎年6万人の参加者と200万人の見物人が訪れるニューヨーク最大のイベントの1つでもある。仮装する参加者には、市民や観光客のほか、ダンサー・アーティスト・大道芸人などが含まれ、数十の山車やバンドも登場する。世界中にテレビ中継もされ、約1億人の人々が視聴する。この日のニューヨークの街は、仮装した者で深夜まで溢れかえる。

### 食文化

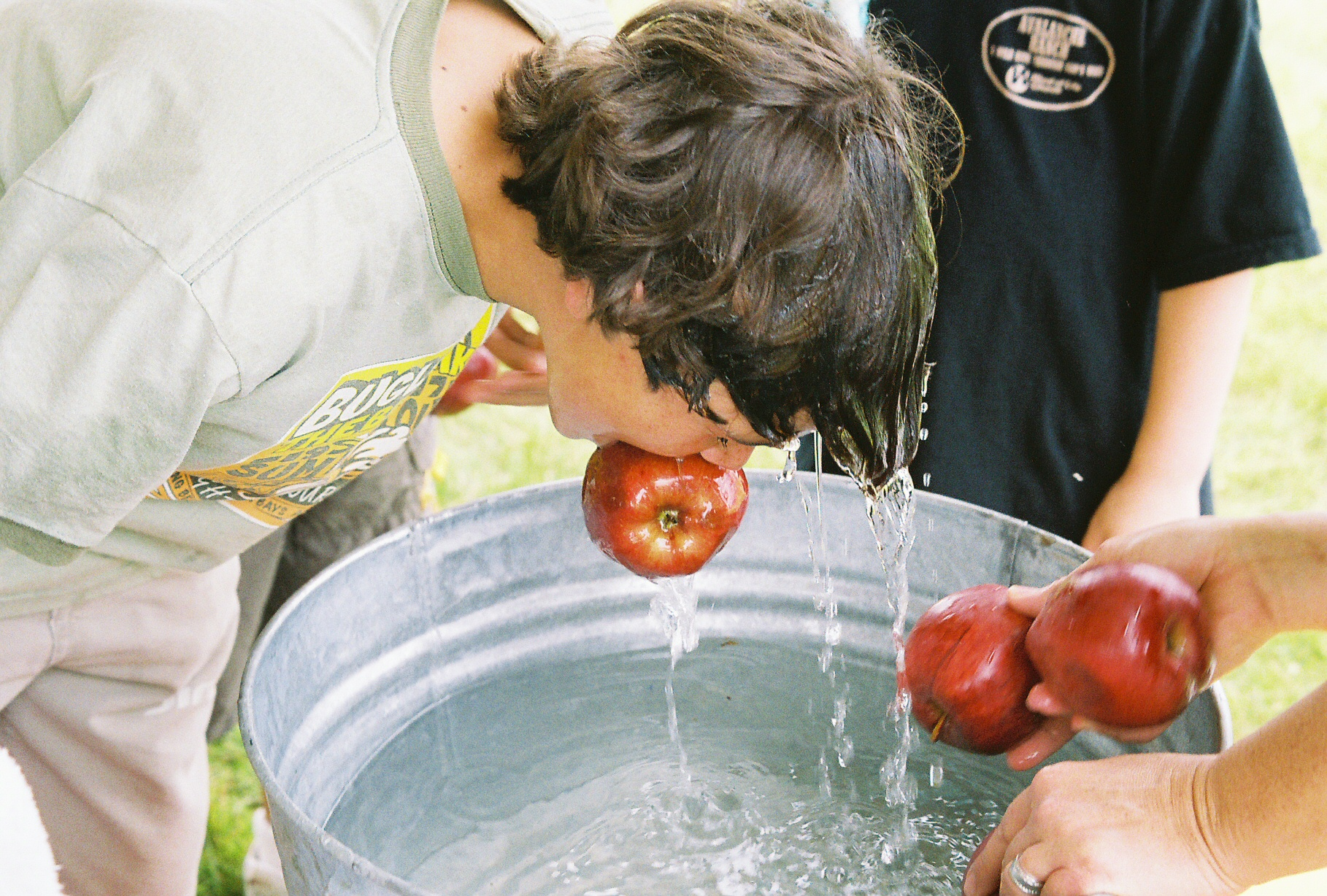
アップル・ボビングに興じる人々

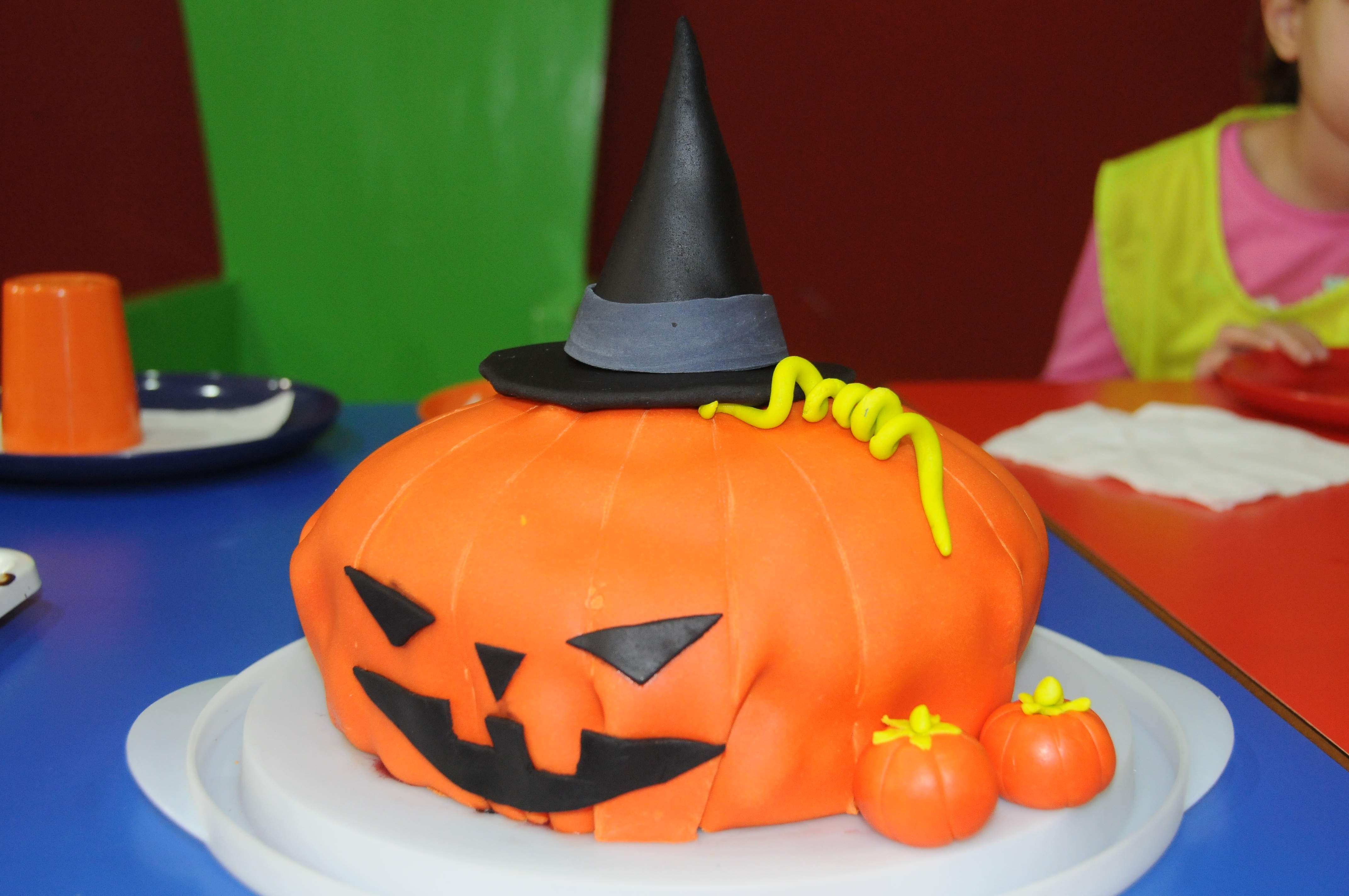
ハロウィンケーキの一例

「アップル・ボビング」はハロウィン・パーティで行われる余興の1つで、水を入れた大きめのたらいにリンゴを浮かべ、手を使わずに口でくわえてとる。
アガサ・クリスティ著『ハロウィーン・パーティ』の中ではこのリンゴ食い競争の他、昔から代々伝わってきたゲームとして、小麦粉の山から6ペンス硬貨を落とさないよう小麦粉を順番に削り取る「小麦粉切り」や、皿に盛った干しブドウにブランデーをかけて火をつけ、そこから干しブドウをつまみ取る「スナップ・ドラゴン」（ブドウつまみ）などが紹介されている。また、クリスマスケーキのように、ハロウィンをテーマとしたケーキが作られることもある。

## キリスト教行事との重複
カトリック教会・聖公会・ルーテル教会・正教会・東方諸教会の全てで、ハロウィンは教会暦上の祭としては祝われない。

### ハロウィン及びハロウィーンに重なっている諸聖人の日

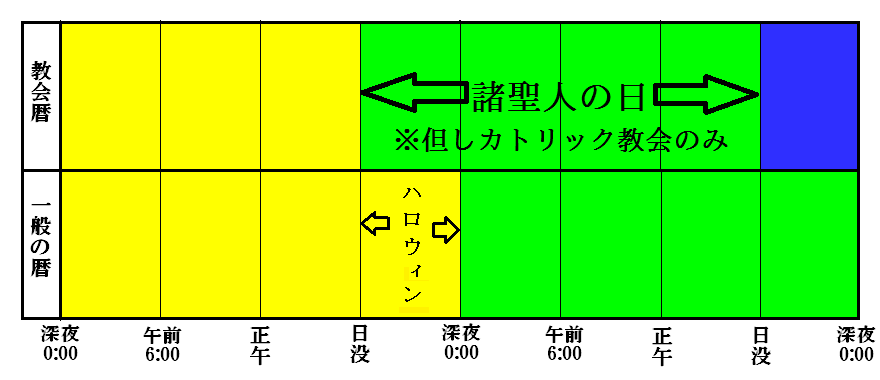
カトリック教会の諸聖人の日と、ハロウィンの日の関係（ズレと重なる部分）を図解したもの。深夜0時を区切りとする一般の暦と、日没を区切りとする教会暦の時刻を比較対照する図。

教会暦では日没から翌日日没までを一日と数える。したがって10月31日の夜は、教会暦においては「11月1日の始まりとしての夜」になる。
カトリック教会では11月1日を「諸聖人の日」（古くは「万聖節」とも）、聖公会では「諸聖徒日」としているが、英語の「ハロウィン」は「諸聖人の日（万聖節）の夜」を意味する "All-hallow Evening" の短縮形をその語源としており、現在確認されている使用例は、16世紀にみられるものが最古である。
ハロウィンに重なるように設定されている諸聖人の日は、もともと東方教会の衆聖人の主日に由来するもので、カトリック教会では609年に導入され、当初は5月13日に祝われていた。しかし8世紀頃から英国やアイルランドでは11月1日にすべての聖人を記念するようになり、同時代のローマ教皇グレゴリウス3世（在位731年 - 741年）によって、11月1日に祝う習慣がローマ教会に広く導入された。。

### 各派の見解
キリスト教各派によるハロウィン及びハロウィーンの評価・対応は、由来を考慮して様々に分かれる。

#### 西方教会

##### カトリック教会
カトリック教会においては、「ハロウィンは世俗のイベントである」として、特に肯定的評価も否定的評価も言及されないことがある。
ポーランドのカトリック教会のアンドレイ・ジェンガ首都大司教は信徒たちに宛てたメッセージの中で、ハロウィン及びハロウィーンについて「子どもたちに世の悪魔や闇を『楽しみ』として誤った方向に導くもの」等と厳しく批判。ポーランドのカトリック教会はこれに賛意を示し、ハロウィンについて「オカルト」であるとした。
イングランド国教会のウェブサイトでは、由来はキリスト教からみて異教のものであること、最近のハロウィンの祝われ方はアメリカから入って来た習慣であることを指摘しつつ、「ハロウィンは、悪魔を些細なものとする力を持ち、悪の善に対する勝利を祝うものとして描写されるかもしれないが、その際、私たちはキリスト教徒として、実際にはその反対こそが正しい、すなわちキリストにおいて善は悪を征服するのであると信じている」と表明している。

##### プロテスタント
そもそもプロテスタントの大半には、聖人崇敬の概念自体が存在しないため、諸聖人の日を祝う習慣も存在せず、ハロウィン及びハロウィーンもまた教会の行事とはなっていない。
プロテスタントにおいて10月31日は宗教改革記念日として記憶されており、ハロウィン及びハロウィーンの「危険性」が訴えられることもある。
プロテスタントのウェブ媒体において信者に対し、ハロウィンの諸行事に参加することを全否定はしないものの、キリスト教の信仰生活に悪影響がないよう、細心の注意を払うように呼びかけられることもある。

#### 東方教会

##### 正教会
元々正教会では西方教会の諸聖人の主日に相当する「衆聖人の主日」は五旬祭の翌主日に祝われていてこれは6月に当たり、ハロウィン及びハロウィーンは正教会とは関係がない。
ロシア正教会はハロウィンを「死のカルト」であると批判している。英語圏の正教会では、ハロウィン及びハロウィーンを「カルト」と批判する主教の文章が紹介される一方で、「ハロウィンに家に来た子どもには、お菓子と一緒に、衆聖人のイコンをプレゼントする」という、正教会の教えに沿った形に替えるためのアイデアが紹介されることもある。また、この日に晩課やパラクリシスといった奉神礼を行うよう推奨されていることがある。

##### 非カルケドン派
非カルケドン派正教会であるコプト正教会のロサンゼルス主教区からは、由来と趣旨の中にあるキリスト教と対立する部分を指摘し、その「危険性」（と教会が考える）部分について注意を喚起しつつ、ハロウィン及びハロウィーンの日に教会に子どもたちを集めるにあたって、教会の教えに沿った形で祈りと食事の集会を開く方針が示されている。

## 日本におけるハロウィン

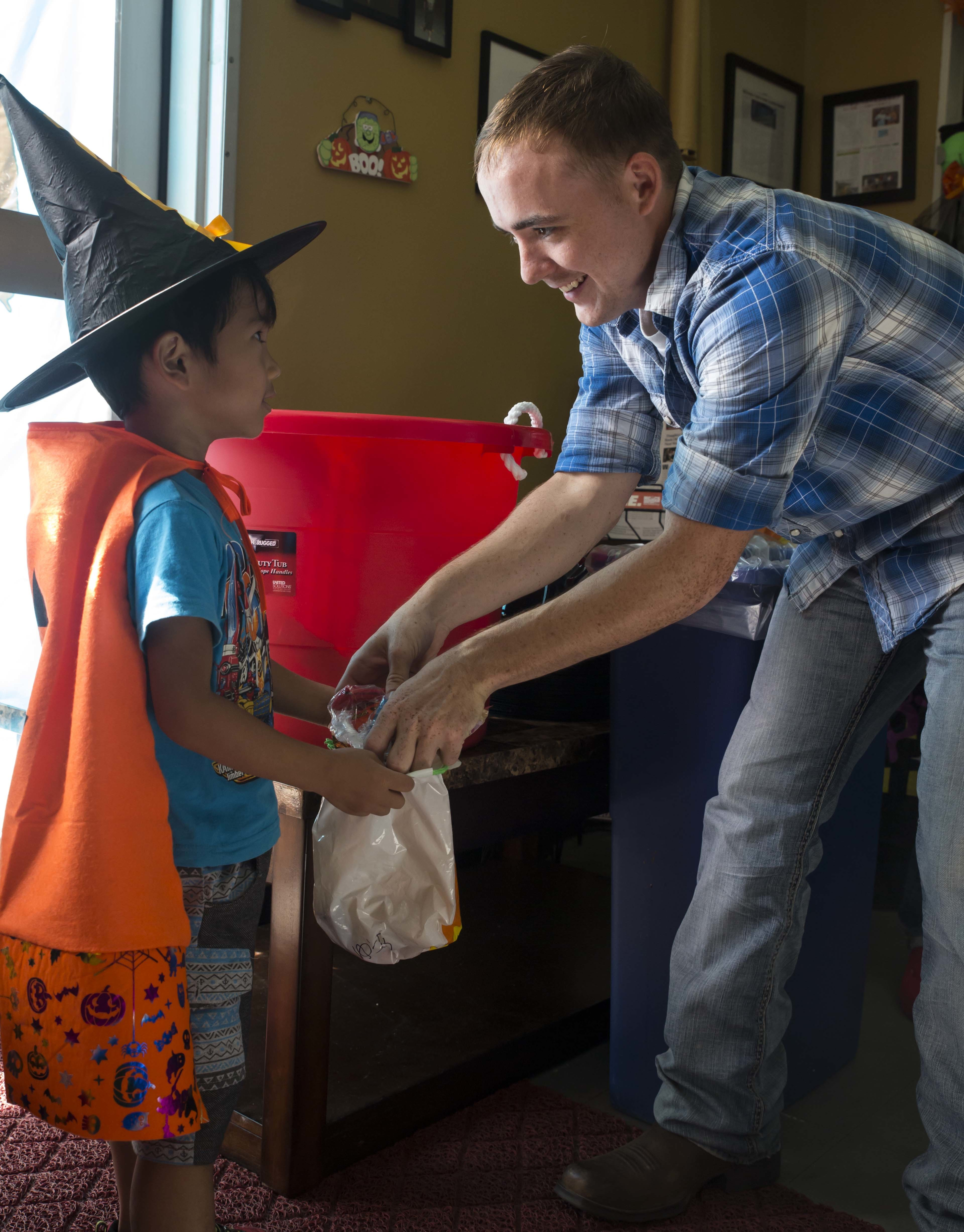
在日米軍基地キャンプ・ハンセンで開かれたハロウィンパーティでキャンディバッグを受け取る仮装した子供（2014年10月31日）

日本での最初のハロウィン仮装は、1937年、第34代内閣総理大臣近衛文麿の「永田町の近衛邸での仮装パーティ」でハロウィンを模した集会で行われた。太平洋戦争後、敗戦国となり米軍関係者が住む地域（沖縄県など）においてアメリカの風習としてハロウィーンが持ち込まれることがあったものの、各地のイベントでハロウィーンにちなんだ仮装が導入されるようになったのは1980年代のバブル期以降になってからである。また、読売新聞の編集委員である片山一弘は、1995年11月1日の同紙に掲載された投書を取り上げ、1990年代半ばの時点からハロウィーンの商業利用が盛んになりつつあったと推測し、夏休みとクリスマスの間の販促イベントの材料としてふさわしかったのだろうと分析している。
その後、1990年代後半より始まった東京ディズニーランド（東京ディズニーリゾート）のイベント・ディズニー・ハロウィーンをはじめとするイベントが各地で開催されたことに加え、2000年代後半より菓子メーカーが相次いでハロウィン商戦に参入したことなどを契機としながら、2010年代中盤にはソーシャル・ネットワーキング・サービス（SNS）によって広まった。Amazon.co.jp や、ドン・キホーテなどの店舗でも、大人向けのコスチューム商品が10倍 - 数10倍の売れ行きを示した。
同時期、店頭・街中でのハロウィン装飾が見られるようになったほか、仮装・コスプレのイベントとして日本式にアレンジされたハロウィンが行われている。近年では幼稚園や保育園の恒例行事になっているほか、大人も仮装をして参加するイベントが大都市圏を中心に各地で行われている。ただし、後述のように様々な問題も起きている。

### 行事の開催
日本では、キデイランド原宿店が1970年代にハロウィン関連商品の店頭販売を開始し、1983年10月には同じくキデイランド原宿店が販売促進の一環として日本初とされるハロウィン・パレードを開催した。日本のテーマパーク・遊園地では、1992年10月、ナムコ・ワンダーエッグで「ワンダーハロウィンパーティ」を開催、仮装大会のほか、仮装しての来園者の入園料を無料にした。アメリカで行われる娯楽行事の多くがそうであるように、近年では日本でもハロウィンが広く普及し始めた。ただしクリスマスなどと同様に、日本で行われるハロウィンの催しにおける宗教的色彩は薄い。
ハロウィンのパレードとしては1997年より毎年開催の神奈川県川崎市のJR川崎駅東口一帯の「カワサキ・ハロウィン・パレード」が知られる。このパレードでは約3000人による仮装パレードで約10万人の人出を数える。東京ディズニーランドでは1997年10月31日、園内に仮装した入園者が集まるイベント「ディズニー・ハッピー・ハロウィーン」が初めて開催され、2000年10月31日には400名の仮装した入園者とディズニーのキャラクターが園内をパレードする「Happy Halloween Twilight Parade」が開催された。2001年からは10月中に開催されるイベントとして園内パレードも行われ、次第に秋のイベントとして恒例化していった。現在では9月初旬から始まる大きなイベントとなっている。
一方、ユニバーサル・スタジオ・ジャパン（USJ）で2011年より毎年開催されている「ハロウィーン・ホラー・ナイト」のように、ハロウィンのイメージになぞらえてホラー系のイベントを開催や、お化け屋敷プロデューサーが制作演出するケースも見られる。

### 各地でのイベント化
歴史的経緯から欧米系島民が集住している東京都小笠原村父島では、島民の秋のイベントとして定着しており、幼年の子どもたちの大多数が参加するなどの盛況であるという。
欧米系村民が多数存在し、海外からの観光客も多い長野県北安曇郡白馬村では、2005年より、毎年10月の最終日曜日に、村民ボランティアによって「白馬deハロウィン」が開催されている。
新潟県新潟市秋葉区の新津地域 - 「にいつハロウィン仮装まつり」（毎年10月の最終土曜日、2007年より）
また、「デイリーポータルZ」やSNSを中心に、2014年以降「地味な仮装のハロウィンパーティー」「地味ハロウィン」として、一般的なハロウィンパーティで見られるようなきらびやかな仮装ではなく、説明しないと分からないようなとんちの効いた仮装をして集まったり写真を撮ったりすると言う地味な催しが行われるようになり、地味な流行を見せている。

### 過去のイベント
かつて行われていたが、諸事情により中止されたイベント。
兵庫県神戸市灘区に存在する指定暴力団『山口組』総本部で行われていたハロウィンイベントがある。これは総本部が所在する場所が高級住宅街に近く、1970年代当時、日本の事情を把握していない外国人がお菓子を求めて本部を訪問したことをきっかけに、山口組三代目組長であった田岡一雄が地域の子供達を対象にハロウィンのイベントを行うようになったものであり、日本でハロウィンの風習が全国的に知られる以前から行っていた。
普段立ち入ることができない駐車場に飾り付けられたオブジェや1000個近くの菓子を配るテーブルが並べられ、子供たちで賑わう光景が見られた。この異色のハロウィン行事は、教育関係者や警察関係者が警戒するなか長年続けられてきたが、2019年10月11日、兵庫県警察が総本部の使用を制限する仮命令を出したことで事実上終焉を迎えた。さらに2020年10月5日、兵庫県議会は、暴力団員がその活動して青少年に金品を渡す行為を禁止する兵庫県暴力団排除条例改正案を可決し、翌10月6日に兵庫県条例第35号として公布され、附則第1条の規定により公布の日から起算して20日を経過した日である10月26日から施行された。改正後の兵庫県暴力団排除条例第21条第2項で金品の供与を禁止し、違反があると認められる場合は、第22条で中止命令を発し、中止命令違反が処罰対象となる（第35条第2項）。これにより2020年以降は法令上も違法行為として禁止となった。

### 騒動
2007年（平成19年）10月27日には、山手線や大阪環状線に外国人など数十人の集団が押し寄せ、車内の蛍光灯を外す、網棚の上に寝転ぶ、他の乗客とトラブルを起こすなどして、電車を遅延させるなど騒乱も相次いだ。2008年にはJR東日本が警視庁と連携を取りながら事前にビラを配り、警備員を配置するなど、対応を強化する体制をとった。
2014年（平成26年）のハロウィンでは、渋谷に多数の仮装者が集まったため混乱状態となり、渋谷スクランブル交差点などに機動隊が出動し、総勢約200人配置するなどの態勢で警戒にあたり、逮捕者も2名出るなど、未明まで騒ぎが続いた。また、同年のハロウィンでは更衣室の不足やごみの散乱などが問題視され、翌2015年のハロウィンでは、神宮通公園などに仮設更衣室が設けられたほか、ゴミ袋の配布やゴミ拾いイベントも行われた。
2015年（平成27年）10月13日、熊本県内で「仮面をかぶりチェーンソーを持った男が歩いていた」と110番通報があり、複数のパトカーが集まるなど一時は騒然となった。犯人は熊本市内の商業施設で勤務している20歳代の男で、「ハロウィーンの仮装で職場を驚かそう」と考えたとのことで、チェーンソーはおもちゃだった。同年10月31日には渋谷スクランブル交差点付近の路上で、迷彩服姿に仮装した20代の無職の男が警戒中の警察官をエアガンのようなもので殴打し、公務執行妨害の現行犯で逮捕された。またこの頃から、DJポリスによる警備も行われるようになった。
2018年（平成30年）、ハロウィン直前の10月29日には、渋谷に集まった人々により軽トラックが横転させられる騒動が起きるなど、行為がエスカレートして逮捕者が続出したことから、渋谷区長の長谷部健が「到底許せるものではない」と抗議声明を発表し、10月31日の自制を呼びかける事態となった。2019年6月19日には、ハロウィンや年越しイベント開催前後における渋谷駅周辺での路上飲酒や迷惑行為を禁止する規定を中心に定められた「渋谷駅周辺地域の安全で安心な環境の確保に関する条例」が渋谷区議会で可決、成立した。なおこの条例が成立した後も、2019年の渋谷のハロウィンでは、置き引きや痴漢容疑で逮捕者が9名出ている。
また、2020年（令和2年）10月28日には、｢アイルランドはハロウイーン発祥の地｣と大使館からSNSを通じてその起源について名乗りを上げている駐日アイルランド大使館の大使ポール・カバナは、長谷部区長と面会し「渋谷だけでなく、世界中でハロウィーンはお酒を飲んでお祭り騒ぎをする日だと誤解されている」と指摘したうえで、「アイルランドでは伝統的に、お祝いの日は家族単位で楽しみ、特別な食事を用意する。みんなで歌を歌い、家族の絆を強くしている」と本来のハロウィーンの過ごし方について説明した。また、この年は新型コロナウイルス（COVID-19）の流行下にあったため、ハロウィンの聖地としてみなされていたオアシス21（名古屋市）は2020年のハロウィンの際には入場規制をしたが、仮装をする人々でいっぱいとなった。2021年のハロウィンには地下の広場や屋上を封鎖したものの、今度は行き場を失った人々が地上の広場に集まる結果となった。
2021年（令和3年）10月31日には、東京都調布市を走行中の京王線車内で刺傷事件が起き、18人が重軽傷を負っているが、ハロウィンを口実にした通り魔事件と考えられている。
2022年（令和4年）には、USJのハロウィンイベントに於いて、来場した女性グループが、下着のような露出の激しい服装で記念撮影をしてInstagramに写真を掲載し、「地元住民なら恥ずかしくでこんなことはできない」などと批判が殺到して炎上しただけでなく、USJ側が公式Twitterで「過度な露出はお断りしており、退場して頂くこともあります」などと警鐘を鳴らすまでに至った。
また、2022年の10月29日に起きたソウル梨泰院雑踏事故を踏まえ、2023年10月5日には東京都渋谷区長の長谷部健が全世界に向けて「ハロウィン目的で渋谷に来ないでほしい」と呼び掛けており、路上飲酒禁止条例の制定やハチ公像の臨時封鎖を行った。また、2019年にハロウィン関連の施策を展開していたバーガーキング渋谷センター街店も、顧客や従業員の安全確保の観点から10月31日当日は臨時休業とした。他の地域でも同様の警戒態勢が敷かれており、福岡市天神の警固公園も夜7時以降に封鎖され、ヘリコプターによる監視も予定されている。また、札幌市の狸小路商店街も2020年から「おうちハロウィン」を呼び掛けており、新型コロナウイルスが5類に移行した2023年もこの呼びかけに加え、一部のエリアを封鎖した。

## 各国におけるハロウィン
文化圏によってかなり扱いが異なっている。興味を示す地域と、無視する地域がある。
現代でハロウィンが大々的に行われているのは主にアメリカであり、10億ドルもの市場となっている。　一方で、オーストラリアではあまり盛り上がっていない。
ハロウィンの本場とされるアイルランドでも大掛かりにフェスティバルを開くのはアメリカからの逆輸入で歴史が浅い。欧州最大のハロウィンフェスティバルが開かれるロンドンデリーでもパレードが始まったのは1985年であり、その初回は、あるバーの常連50-60人が仮装して練り歩いただけであった
。
祝日となったのは1977年からで、10月最後の月曜が祝日となっている。
プロテスタント信者の多い国ではハロウィン翌日に当たる諸聖人の日には、通常これといった行事は催されない。宗教改革以降、プロテスタント諸国ではカトリック教会の祝日である諸聖人の日が徐々に廃れたため、ハロウィンのみが残された格好になっているのである（後述）。
カトリック信者の多いラテン民族諸国（すなわちローマ帝国時代にラテン語が広まり、その後、口語ラテン語の地域方言が歴史的に変化した言語が話されることになった地域）、主にイタリア・スペイン・ポルトガル・フランス、および植民地となった南アメリカ諸国のブラジル・ペルー・アルゼンチン、ラテンアメリカのコスタリカ・ニカラグア等々では、人々はハロウィンに興味を持っておらず、無視している状況にある。これらの国家においては『諸聖人の日』の方が重要視されており、諸聖人の日を祝日に制定して休日にしている国家もある。
東方教会（正教会・東方諸教会）が広まる地域（東欧・中東など）においてもハロウィンをほぼ無視している。ロシアにおいてはロシア教育省が「ハロウィンは子ども達の壊れやすい心には有害である」との見解を出した。
（同じゲルマン語系言語を話すという点で、何かと英語圏の接点の多い）ドイツ、また、19世紀に英語圏の諸国に植民地化されたり、敗戦によって占領されたりするなどして、イギリス・アメリカ風の文化が流入されたり交流が深くなったりした東南アジア諸国、香港、日本などにおいては「アメリカの大衆文化」として一部受容されている（日本については後節参照）。
ハロウィンの時期にあたる9月下旬から11月上旬には、反キリスト教の一環として、悪魔崇拝者やドルイドや魔女宗により、儀式殺人などの生贄儀式が、日本を含む世界各国で行われている。

### 韓国
韓国では2000年代半ば以降、梨泰院や弘大などに商業化されたハロウィンが伝わり、その後若者文化として定着したという分析がある。2022年現在では、保育所や幼稚園などでもハロウィンを記念したファッションショーやパーティーが開かれることが増えている。
ハロウィンの騒擾に関連して、2022年10月29日にソウル特別市の繁華街・梨泰院で、集まった群衆が狭い路地の坂上から折り重なるように倒れる群衆事故が発生し、日本人2名など外国人を含む158人の死者を出す大惨事となった。

### アメリカ合衆国
学校主導でハロウィンのイベントが開かれる一方で、一部キリスト教系学校ではハロウィンが反キリスト教の行事として「ハロウィンを行わないように」という通達が出されることがある。
1920年代にハロウィンのいたずらによるケガや経済的損失が社会問題となり、これをコントロールし解決するためにパレードなどの施策を行うようになった。
1992年10月17日、アメリカ合衆国・ルイジアナ州バトンルージュ市の郊外で、ハロウィンパーティのために夜間に友人宅を訪れようとして、全く無関係の別の家を訪れたホームステイ中の当時16歳の日本人留学生が、その家の住人に射殺された事件が起きている。これは、同国当地での夜間犯罪や銃による防衛権などの事情に疎い留学生が、夜間に不用意に見知らぬ第三者の土地に侵入してしまう危険性を認識していなかった、不幸な事故として捉えられている。
また、ハロウィンの開催を契機とした事件や事故も毎年のように発生している。例を以下に挙げる。しかし、同国では日常的に起きる事件や事故と同様に考えられており、ハロウィンそのものが特に問題だとは考えられていない。
- 1957年にはハロウィンを装って同性愛恋愛関係のもつれから、ある夫婦の夫を銃殺させた事件
- 1974年には保険金目的でキャンディーに青酸カリを混入させ自分の子供に食べさせて殺害した事件
- 1998年には子供たちに悪戯で生卵を乗用車に向け投げつけられた男が激昂して1名を射殺した事件

また近年では、ハロウィーンパーティーで銃撃事件がたびたび起こっている。2021年には、イリノイ州シカゴで、10月31日、ハロウィーンパーティーの会場で銃乱射事件が起き、２人が死亡、１２人以上が負傷した。イリノイ州ディケーターでの銃撃事件では1人が重体、3人が負傷し、シカゴ南部のフロスモアでの銃撃事件では4人が負傷、コロラド州レイクウッドでの銃撃事件では２人が死亡、２人が負傷、ケンタッキー州ルイビルでは２人が死亡、２人が負傷、テキサス州ヒューストンの銃撃事件では1人が死亡3人が負傷、テキサス州テクサーカナの銃撃事件では1人が死亡9人が負傷、カリフォルニア州ギルロイの銃撃事件では1人が死亡3人が負傷、カリフォルニア州サクラメントの銃撃事件では2人が死亡5人が負傷、フロリダ州セントピーターズバーグの銃撃事件では1人が死亡4人が負傷、オクラホマ州の州都オクラホマシティーでの銃撃事件では4人が負傷した。2023年10月29日、アメリカのフロリダとシカゴで、ハロウィーンパーティー直前に銃撃事件が起こった。フロリダでは、2人が死亡し、18人が負傷、シカゴでは2人が重体、15人がケガをした。

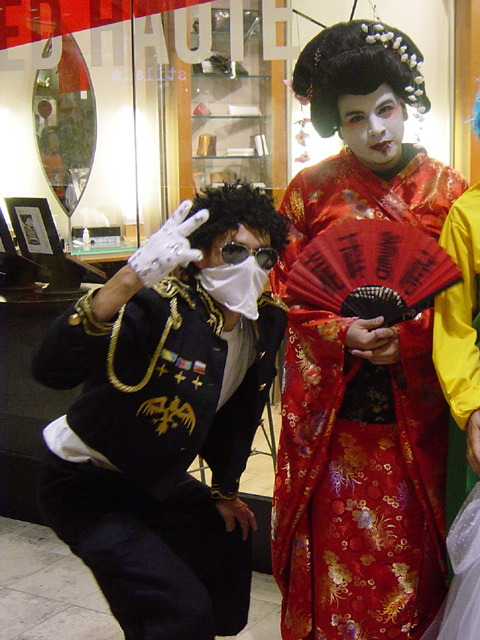
問題となる仮装の例。ブラックフェイス（マイケル・ジャクソン）とゲイシャ

また仮装のポリティカル・コレクトネス違反が問題視されるようになった。2020年に雑誌Good Housekeepingは政治的に正しくないテーマとして、15の項目を取り上げている。
- ホロコーストの犠牲者
- ブラックフェイス
- トランスフォビア的な仮装
- 新型コロナウイルス関連（ウイルスおよびそれに類似したコスチュームや、防護服などが含まれる）
- 人の容姿を揶揄したり、モノ扱い（英語版）するような仮装（例：肥満体型の女性）
- 文化ステレオタイプ（インディアンの衣装など）
- テロリスト、独裁者、アメリカ南軍関係者
- 最近死亡した有名人のゾンビバージョン
- 摂食障害
- 動物虐待
- 精神疾患のある人物
- セクシャルハラスメント
- ホームレスまたはホーボー
- 国家的な悲劇（アメリカ同時多発テロ事件など）
- ブラック・ライヴズ・マター

またPinterestも同時期に、問題のある衣装に警告を出すようにしたが、その中には「インディアン」「ジプシー」に加え「ゲイシャ」が含まれている。　

## ハロウィンと類似した行事
オマーンではラマダン月の中間日、満月の夜にカランカショーと呼ばれるものが行われる。変装こそしないが着飾った子どもたちが歌を歌いながら近所を練り歩き、菓子や小遣いをねだる。留守の家には「お前の家はジン（アラブ圏の精霊）に包まれるぞ！」と叫ぶ。
日本における類似行事としては、七夕に行われるローソクもらい（北海道）、小正月に行われるホロロン（岩手県）などがある。